# Nagybörzsöny
Nagybörzsöny é um município da Hungria, situado no condado de Peste. Tem 50,66 km² de área e sua população em 2015 foi estimada em 676 habitantes.